# Episodi di Workaholics (prima stagione)
La prima stagione della serie televisiva Workaholics è composta da 10 episodi ed è stata trasmessa su Comedy Central dal 6 aprile all'8 giugno 2011.

In Italia è stata trasmessa su Comedy Central dal 24 ottobre all'8 novembre 2023.
| n° | Titolo originale             | Titolo italiano             | Prima TV USA   | Prima TV Italia  |
| -- | ---------------------------- | --------------------------- | -------------- | ---------------- |
| 1  | Piss & Shit                  | Cacca e pipì                | 6 aprile 2011  | 24 ottobre 2023  |
| 2  | We Be Ballin                 | La regola dei lupetti       | 13 aprile 2011 | 25 ottobre 2023  |
| 3  | Office Campout               | Campeggio in ufficio        | 20 aprile 2011 | 26 ottobre 2023  |
| 4  | The Promotion                | La promozione               | 27 aprile 2011 | 27 ottobre 2023  |
| 5  | Checkpoint Gnarly            | Posto di blocco insidioso   | 4 maggio 2011  | 31 ottobre 2023  |
| 6  | The Strike                   | Il racconto di metà Natale  | 11 maggio 2011 | 1º novembre 2023 |
| 7  | Straight Up Juggahos         | Jillian e i Juggalos        | 18 maggio 2011 | 2 novembre 2023  |
| 8  | To Friend a Predator         | Da predatore ad amico       | 25 maggio 2011 | 3 novembre 2023  |
| 9  | Muscle I'd Like to Flex      | Muscoli e maghi             | 1º giugno 2011 | 7 novembre 2023  |
| 10 | In the Line of Getting Fired | Sull'orlo del licenziamento | 8 giugno 2011  | 8 novembre 2023  |

## Cacca e pipì
- Titolo originale: Piss & Shit
- Diretto da: Kyle Newacheck
- Scritto da: Blake Anderson, Adam Devine, Anders Holm, Kyle Newacheck, Connor Pritchard, & Dominic Russ

### Trama
Dopo essere stato umiliato per uno scherzo di Adam e Blake, Ders fuma marijuana, scoprendo che il giorno successivo l'azienda per cui lavorano i tre amici ha indetto un test antidroga. Cercheranno di salvare il proprio posto di lavoro a ogni costo e con ogni mezzo.
- Guest star: Brian Huskey (Robbie).

## La regola dei lupetti
- Titolo originale: We Be Ballin
- Diretto da: Kyle Newacheck
- Scritto da: Blake Anderson

### Trama
Adam incontra il suo "terzo amore" e cercando di far colpo su di lei le promette dei biglietti per la partita dei Los Angeles Clippers. Dopo svariati tentativi, compreso l'aiuto del collega Montez, i tre ragazzi verranno scaricati davanti allo Staples Center, dove incontreranno il loro mito, Marc Summers.
- Guest star: Marc Summers (se stesso).

## Campeggio in ufficio
- Titolo originale: Office Campout
- Diretto da: Chris Koch
- Scritto da: Adam Devine

### Trama
Con la casa infestata dagli scarafaggi, Adam, Blake e Ders decidono di trascorrere la notte "in campeggio" in ufficio; la nottata sarà a base di funghetti allucinogeni e di presunti ladri intenti a rubare i computer dell'azienda.

## La promozione
- Titolo originale: The Promotion
- Diretto da: Chris Koch
- Scritto da: Kevin Etten & Anders Holm

### Trama
Uno scherzo di troppo da parte di Adam e Blake nei confronti di Ders e una promozione in ballo rischiano di mettere in serio pericolo l'amicizia tra i tre ragazzi.

## Posto di blocco insidioso
- Titolo originale: Checkpoint Gnarly
- Diretto da: Kyle Newacheck
- Scritto da: Leila Strachan

### Trama
Adam, Blake e Ders decidono di uscire con il fratello di Alice, Bradley, finendo per rischiare di perdere la loro Volvo con il ragazzo rinchiuso nel bagagliaio.
- Guest star: Edward Barbanell (Bradley Murphy).

## Il racconto di metà Natale
- Titolo originale: The Strike
- Diretto da: Chris Koch
- Scritto da: Brian Keith Etheridge

### Trama
Alice non permette ai ragazzi di festeggiare il "metà Natale", così Adam e Blake indicono uno sciopero, rischiando il posto di lavoro che verrà repentinamente salvato da Ders.
- Guest star: Clint Howard (Dean), Rance Howard (Jerry).

## Jillian e i Juggalos
- Titolo originale: Straight Up Juggahos
- Diretto da: Kyle Newacheck
- Scritto da: Kevin Etten

### Trama
Dopo aver mandato Jillian a un appuntamento al buio, Blake è preoccupato per la collega e obbliga Adam e Ders a riportarla a casa, ritrovandosi così in mezzo a un festival di Juggalos.
- Guest star: Rebel Wilson (Big Money Hustla).

## Da predatore ad amico
- Titolo originale: To Friend a Predator
- Diretto da: Kyle Newacheck
- Scritto da: Anders Holm

### Trama
I ragazzi vogliono incastrare un presunto pedofilo che adesca ragazzini nel sito dei fan di Justin Bieber, ma una volta conosciuto di persona cercano di farlo ragionare, fallendo miseramente.
- Guest star: Chris D'Elia (Topher).

## Muscoli e maghi
- Titolo originale: Muscle I'd Like to Flex
- Diretto da: Chris Koch
- Scritto da: Kyle Newacheck

### Trama
Adam si trasferisce con Sharon, abbandonando gli amici poco prima della fiera rinascimentale. Visto che i tre avrebbero dovuto esibirsi in uno spettacolo rap nella fiera, Blake e Ders cercano di recuperare Adam, il quale fraintende le loro intenzioni e li caccia di casa. Ci vorrà una fallimentare competizione di body building per ripristinare i loro legami.
- Guest star: Laura Kightlinger (Sharon).

## Sull'orlo del licenziamento
- Titolo originale: In the Line of Getting Fired
- Diretto da: Kyle Newacheck
- Scritto da: Kevin Etten & Anders Holm

### Trama
Dopo aver quasi investito il nuovo CEO dell'azienda, a Blake, Ders e Adam vengono offerti 10000$ dallo stesso perché depresso e intenzionato a farla finita. Cercando di risollevare il morale dell'uomo, gli organizzano una festa, riuscendo nell'intento ma minando agli interessi della stessa azienda.
- Guest star: Chris Parnell (Bruce Benson).